# رابرت براون (بازیگر بریتانیایی)
رابرت براون (انگلیسی: Robert Brown؛ ۲۳ ژوئیهٔ ۱۹۲۱ – ۱۱ نوامبر ۲۰۰۳) یک بازیگر سینما، و هنرپیشه اهل بریتانیا بود. وی بین سال‌های ۱۹۴۹ تا ۱۹۹۱ میلادی فعالیت می‌کرد.
براون اولین بار در مجموعه جیمز باند در فیلم جاسوسی که مرا دوست داشت در نقش دریاسالار هارگریوز شروع کرد و در کنار برنارد لی ظاهر شد. 
از فیلم‌ها یا برنامه‌های تلویزیونی که وی در آن نقش داشته است می‌توان به اختپوسی، روزهای روشن زندگی، جواز قتل، گذرگاه، عمر مختار، آدم برفی زشت، رسالت، آیوانهو، هلن، بیلی باد، بالماسکه مرگ سرخ و ۳۰۰ اسپارتان اشاره کرد.